# Comisión Internacional sobre Triquinosis
La Comisión Internacional sobre Triquinosis (ICT) fue creada en 1958 en Budapest para intercambiar información en la biología, fisiopatología, epidemiología, inmunología, y los aspectos clínicos de la triquinosis en humanos y animales. La prevención de esta es un objetivo primario . 
Desde la creación del ICT, más de 110 miembros de 46 países regularmente se han reunido y trabajado juntos durante las reuniones realizadas cada 4 años. Estas conferencias estuvieron localizadas en Varsovia (Polonia) en 1960, en Wrocław (Polonia) en 1964, en Miami (EE. UU.) en 1972, en Poznań (Polonia) en 1976, en Noordwijk aan Zee, Países Bajos) en 1980, en Val Morin (Canadá) en 1984, en Alicante (España) en 1988, en Orvieto (Italia) en 1993, en Ciudad de México (México) en 1996, en Fontainebleau (Francia) en 2000, en San Diego (EE. UU.) en 2004 y en el parque nacional de los Lagos de Plitvice (Croacia) en 2007. El registros de que cada una de estas conferencias mostró la gran cantidad  de conocimiento científico intercambiado allí.